# 猿島郡
猿島郡（日语：／ Sashima gun */?）是茨城縣西南部的一郡。人口36986 人、面積 69.67 km²（2005年）。
現轄有以下2町。
- 五霞町
- 境町